# ИЖ-27
ИЖ-27 — советское двуствольное охотничье ружьё, предназначенное для промысловой и любительской охоты.

## История
ИЖ-27 было разработано в начале 1970х годов под руководством А. А. Климова. В 1972 году демонстрационный образец ружья ИЖ-27 был официально представлен на выставке охотничьего оружия, боеприпасов и снаряжения в Иркутске (проходившей в здании Иркутского сельскохозяйственного института). Серийно выпускается с 1973 года.
Является результатом глубокой модернизации ружья ИЖ-12. В сравнении с ИЖ-12, у ИЖ-27 была изменена форма ложи и цевья, введена вентилируемая прицельная планка и изменена форма коробки в местах соединения с ложей.
По состоянию на начало 1985 года ружья ИЖ-27 и ТОЗ-34 являлись самыми распространёнными моделями охотничьих ружей в СССР, также они предлагались на экспорт в другие страны.
18-24 января 1990 года на выставке "КОНСУМЭКСПО-1990" в Москве была представлена версия ружья ИЖ-27 со сменными дульными насадками (предложенными также для ИЖ-18М и ИЖ-43).
Только в период до 1 января 1998 года было выпущено 575 701 шт. ружей ИЖ-27 (и их модификаций), 560 197 шт. ружей ИЖ-27Е (и их модификаций), 22 004 шт. ружей ИЖ-27ММ и ИЖ-27М-1С-М, а также 11 139 шт. ружей ИЖ-27ЕММ и ИЖ-27ЕМ-1С-М.
С 1999 года начался импорт ружей ИЖ-27 в США через компанию "European American Armory". Ещё некоторое количество ружей ИЖ-27 в 2005 - 2009 годы было выпущено по заказу американской оружейной компании "Remington Arms", они продавались в США под наименованием Remington Spartan 310.
До сентября 2008 года ружьё производилось под наименованием МР-27.
Выпущено более 1,5 миллиона ружей ИЖ-27 всех модификаций — таким образом, это ружьё стало самым распространённым охотничьим ружьём в России.

## Описание
Стволы ружья изготовлены из ствольной стали 50РА (и для повышения прочности термообработаны по всей длине), отъёмные, расположены в вертикальной плоскости. Стволы запрессованы в муфту и соединены между собой пайкой на боковых планках.
- дульное сужение нижнего ствола — 0,5 мм (получок)[2]
- дульное сужение верхнего ствола — 1 мм (полный чок)[2]

| Наименование параметра | Наименование параметра                                                                                                 | Значение параметра | Значение параметра | Значение параметра | Значение параметра | Значение параметра | Значение параметра | Значение параметра | Значение параметра |
| --- | --- | ------------------ | ------------------ | ------------------ | ------------------ | ------------------ | ------------------ | ------------------ | ------------------ |
| Калибр | Калибр | 12                 | 16                 | 20                 | 28                 | 32                 | 12                 | 20                 | .410               |
| Длина, номинальное значение, мм | патронника | 70                 | 70                 | 70                 | 70                 | 70                 | 76,2               | 76,2               | 76,2               |
| Длина, номинальное значение, мм | ствола | 675, 725, 750      | 725                | 675                | 675                | 675                | 725                | 675                | 675                |
| Диаметр канала ствола, номинально значение, мм                                                                                         | Диаметр канала ствола, номинально значение, мм                                                                         | 18,4               | 17                 | 15,7               | 14                 | 12,5               | 18,4               | 15,7               | 10,3               |
| Дульное сужение, номинальное значение, мм*                                                                                             | верхнего ствола F (чок)                                                                                                | 1,0                | 1,0                | 1,0                | 0,6                | 0,6                | 1,0                | 1,0                | 0,5                |
| Дульное сужение, номинальное значение, мм*                                                                                             | нижнего ствола M (получок)                                                                                             | 0,5                | 0,5                | 0,5                | 0,3                | 0,3                | 0,5                | 0,5                | 0,25               |
| Среднее значение максимального давления газов, развиваемого патронами при эксплуатации оружия, МПа (кгс/см²), не более                 | Среднее значение максимального давления газов, развиваемого патронами при эксплуатации оружия, МПа (кгс/см²), не более | 65 (663)           | 68 (694)           | 72 (734)           | 72 (734)           | 72 (734)           | 90 (918)           | 90 (918)           | 90 (918)           |
| Масса ружья, кг, не более | Масса ружья, кг, не более                                                                                              | 3,4                | 3,2                | 3,1                | 3,1                | 3,1                | 3,6                | 3,3                | 3,1                |
| ПРИМЕЧАНИЕ *Возможно изготовление ружей с другими сочетаниями дульных сужений. Вид сужений и их номинальные значения указаны на стволе | |                    |                    |                    |                    |                    |                    |                    |                    |

| Обозначение маркировки на стволе | ДР | С  | 1С | М  | 1М | F  | Т  |
| -------------------------------- | -- | -- | -- | -- | -- | -- | -- |
| Дистанция стрельбы, м            | 20 | 20 | 35 | 35 | 35 | 35 | 35 |
| Кучность, %, не менее            | 65 | 65 | 40 | 50 | 55 | 60 | 65 |

Ружьё простое в эксплуатации и обслуживании - для доступа к ударно-спусковому механизму необходимо отвинтить продольный ложевой болт и отделить цевье.
Приклад и цевьё изготовлены из дерева. В зависимости от варианта исполнения, ложа может быть прямая или полупистолетная, приклад может быть оборудован пластмассовым затыльником или резиновым амортизатором.

## Варианты и модификации
Ружьё выпускалось в серийном, в том числе экспортном, штучном и сувенирном исполнении в нескольких различных модификациях:
- ИЖ-27 — первая модель, серийный выпуск начат в 1973 году. Стандартные серийные ружья выпускались со стволами 730 мм, но по специальным заказам изготавливали штучные ружья со стволами длиной 680, 700, 750 и 760 мм[2]
- ИЖ-27-1С — вариант ИЖ-27 с одним спусковым крючком, который обеспечивал поочерёдную последовательность стрельбы («нижний ствол, затем верхний ствол»). Спусковой механизм разработал в 1965 году мастер-оружейник Е. И. Губин и изначально он устанавливался на спортивное ружье ИЖ-26[14]. Серийное производство началось в середине 1970-х годов[6].
- ИЖ-27Е — ружьё с эжектором конструкции Г. Я. Протопопова, серийный выпуск начат в 1973 году[2]
- ИЖ-27Е-1С — спортивно-охотничье ружьё с эжектором (который может быть отключён при необходимости), с одним спусковым крючком, который обеспечивал поочерёдную последовательность стрельбы («нижний ствол, затем верхний ствол»). Серийное производство началось в середине 1970-х годов[6], разработано при участии конструкторов Э. А. Корепанова и А. В. Головина, в 1976 году на Международной выставке в Брно (ЧССР) ружьё было награждено золотой медалью[15].
- ИЖ-27СТ — спортивное ружьё для стрельбы на траншейном стенде, с 760 мм стволами[16]
- ИЖ-27СК — спортивное ружьё для стрельбы на круглом стенде, с 660 мм стволами[16]
- МР-27М (ранее называлось ИЖ-27М) — ружьё без эжектора, с двумя спусковыми крючками.
  - ИЖ-27M «Юниор» — облегченный вариант ИЖ-27М для женщин и подростков, с уменьшенной длиной приклада
  - ИЖ-27ММ — вариант ИЖ-27М под патрон 12×76 мм «Магнум»
- МР-27ЕМ (ранее называлось ИЖ-27ЕМ) — ружьё с эжектором селективного типа — выбрасывает только стреляную гильзу и, при необходимости, может быть отключён. Имеет два спусковых крючка.
- МР-27М-1С (ранее называлось ИЖ-27М-1С) — ружьё без эжектора. Ударно-спусковой механизм с одним спусковым крючком позволяет вести стрельбу из обоих стволов в нужной последовательности. Последовательность стрельбы меняется путём нажатия на спусковой крючок сзади.
- МР-27ЕМ-1С (ранее называлось ИЖ-27ЕМ-1С) — ружьё с эжектором селективного типа — выбрасывает только стреляную гильзу и, при необходимости, может быть отключён. Ударно-спусковой механизм с одним спусковым крючком позволяет вести стрельбу из обоих стволов в нужной последовательности. Последовательность стрельбы меняется путём нажатия на спусковой крючок сзади.

Ружьё ИЖ-27 послужило базой для создания спортивного ружья ИЖ-39 для круглого и траншейного стендов (уже не выпускаются), а также для комбинированных ружей MP-94.